# Campamento de prisioneros Tejas Verdes

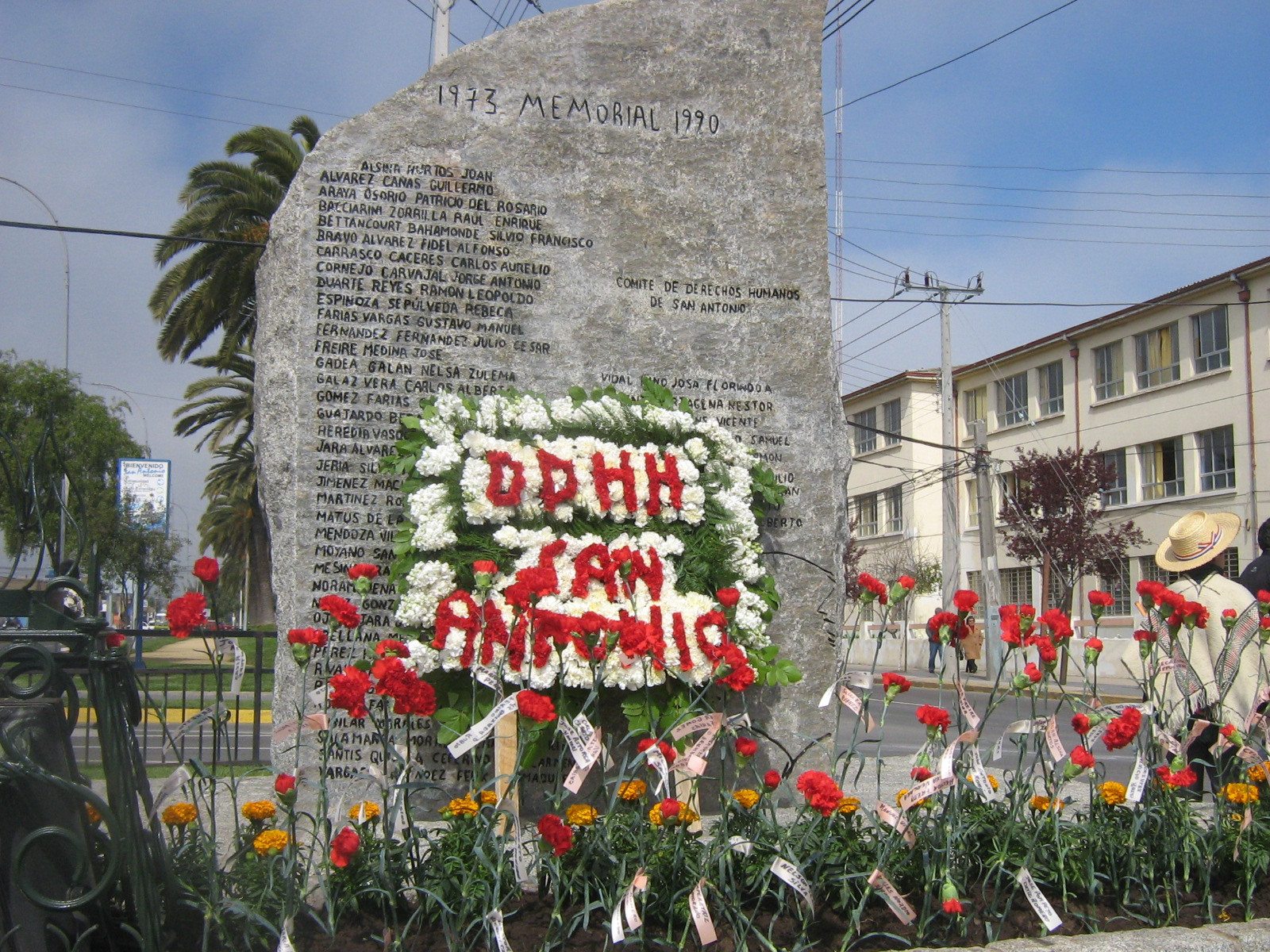
Memorial dedicado a víctimas de ejecución política de San Antonio.

El campamento de prisioneros Tejas Verdes, conocido también como «Campamento Escuela», fue un recinto del Ejército de Chile destinado a la detención, tortura y desaparición de personas, que funcionó en el Campo de Prisioneros Nº 2, al interior de la Escuela de Ingenieros Militares «Tejas Verdes», ubicado en el sector homónimo de San Antonio (Provincia de San Antonio, Región de Valparaíso). Estuvo activo desde el Golpe de Estado del 11 de septiembre de 1973 hasta mediados de 1974, si bien se registraron arrestos de prisioneros hasta 1976. Este centro clandestino estuvo vinculado a la temprana formación de los agentes de la Dirección de Inteligencia Nacional (DINA) en técnicas de tortura y represión.

## Historia

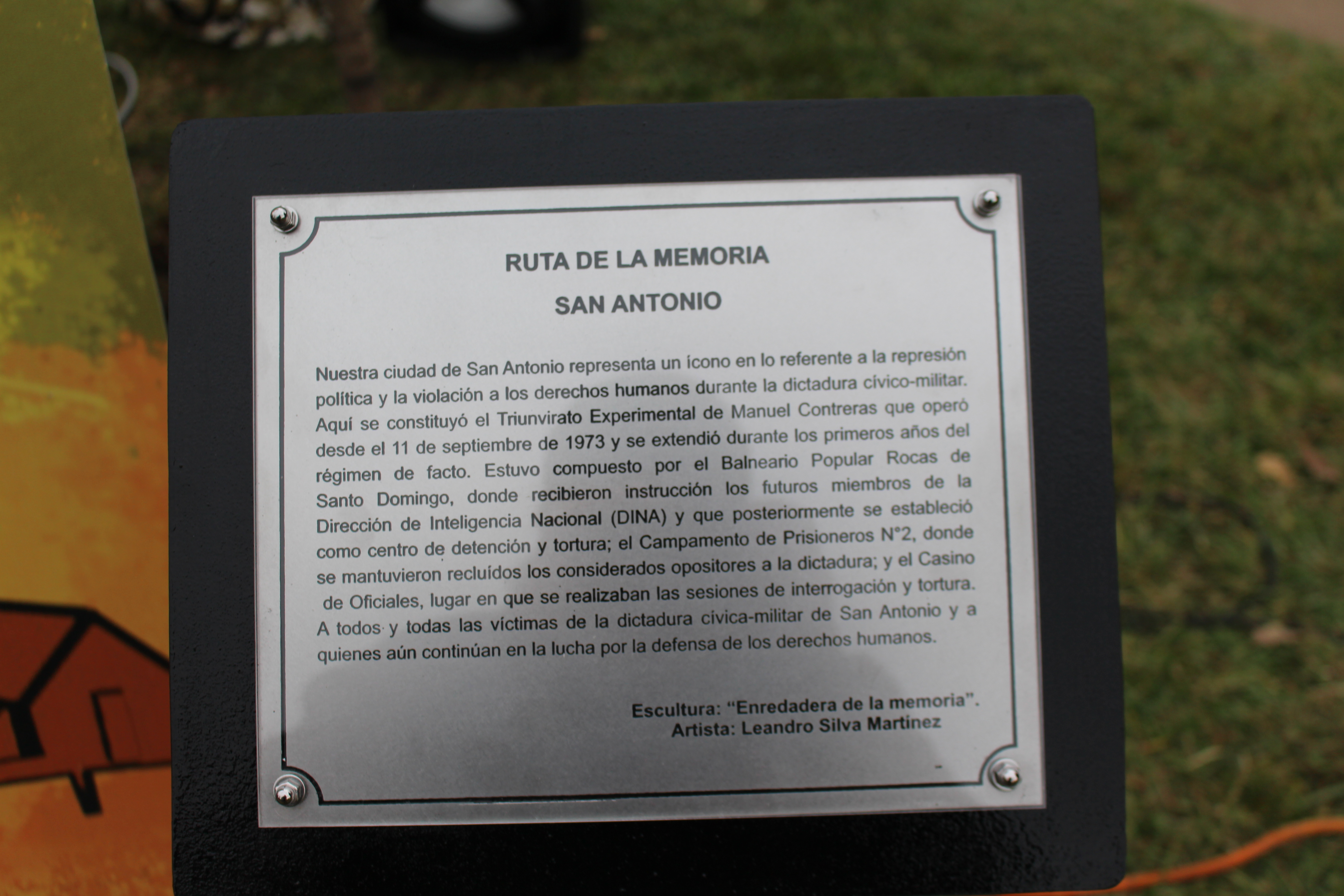
Placa conmemorativa que forma parte de la Ruta de Memoria. Ubicada fuera del regimiento de Tejas Verdes.

Considerado un lugar paradigmático de la represión de la dictadura militar encabezada por Augusto Pinochet, Tejas Verdes es el primer centro de experimentación y tortura, donde se formaron los primeros cuadros de la DINA, así como el primer campo de concentración de prisioneros políticos de la época. Llegó a tener más de 100 prisioneros en ciertos momentos, provenientes de distintos centros de detención de la DINA en Santiago, San Antonio y Melipilla.

## Funcionamiento
Según testimonios de expresos políticos y sobrevivientes al Informe Valech, los prisioneros que provenían desde la Cárcel Pública de San Antonio eran transportados en camiones frigoríficos de empresas pesqueras, siempre atados de manos, con los ojos vendados o encapuchados y se les encerraba en una celda húmeda a la espera de los interrogatorios que se realizaban en distintas habitaciones de la escuela, segundo piso o en el subterráneo del casino de oficiales.
Tras unas horas de espera eran desnudados y trasladados a una habitación donde eran atados a una silla o a un somier metálico. Una vez inmovilizados eran golpeados violentamente y se les aplicaban diversos y sistemáticos métodos de tortura como shocks eléctricos, quemaduras, extracción de uñas, violaciones, colgamientos o simulacros de ahogamiento. Luego de las sesiones, personal médico y enfermeras asistían a las víctimas con el fin de evitar la muerte prematura y permitir nuevas sesiones de castigo.

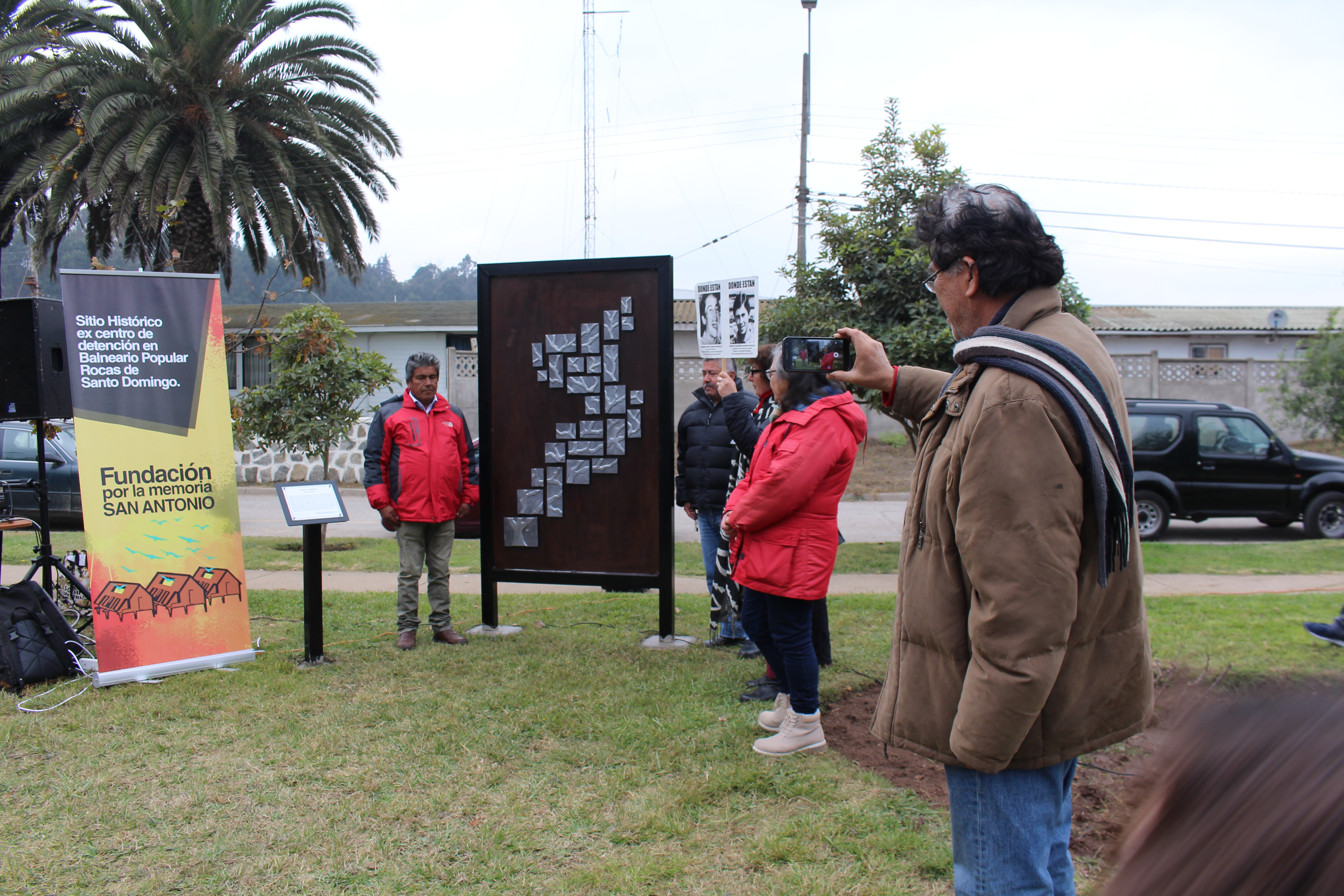
Memorial ubicado en plazoleta exterior del regimiento Tejas Verdes

De acuerdo al Informe Rettig, en Tejas Verdes algunos prisioneros fueron sentenciados a muerte por Consejos de Guerra, mientras otros perecieron a causa de las torturas. En estos últimos casos, las muertes fueron encubiertas con falsos procesos legales o certificados de defunción que no identificaban la causa del deceso. Incluso, hubo casos en que los militares devolvieron los cuerpos de las víctimas a sus familias en urnas selladas transportadas en camiones frigoríficos pertenecientes a una empresa pesquera.